# Duellmanohyla
Duellmanohyla là một chi động vật lưỡng cư trong họ Nhái bén, thuộc bộ Anura. Chi này có 8 loài và 88% bị đe dọa hoặc tuyệt chủng.

## Hình ảnh

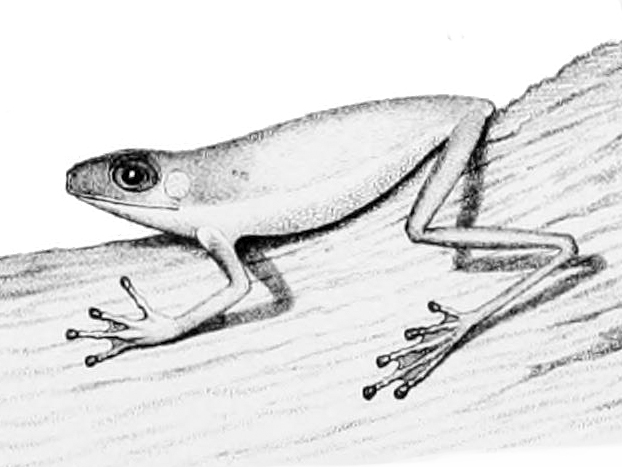